# Église Saint-Martin de Montloué
L'église Saint-Martin de Montloué est une église située à Montloué, en France.

## Description

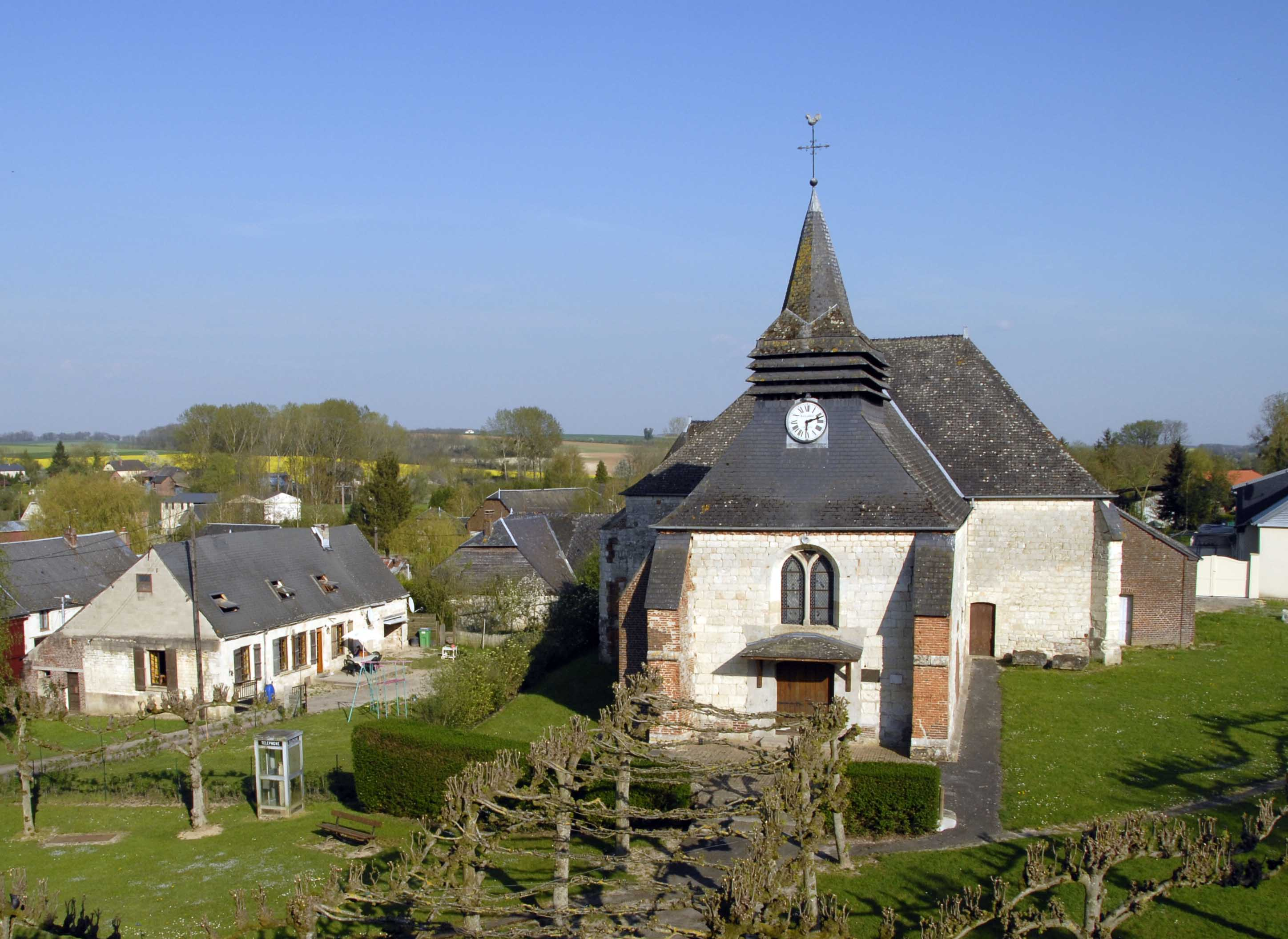
Église de Montloué.
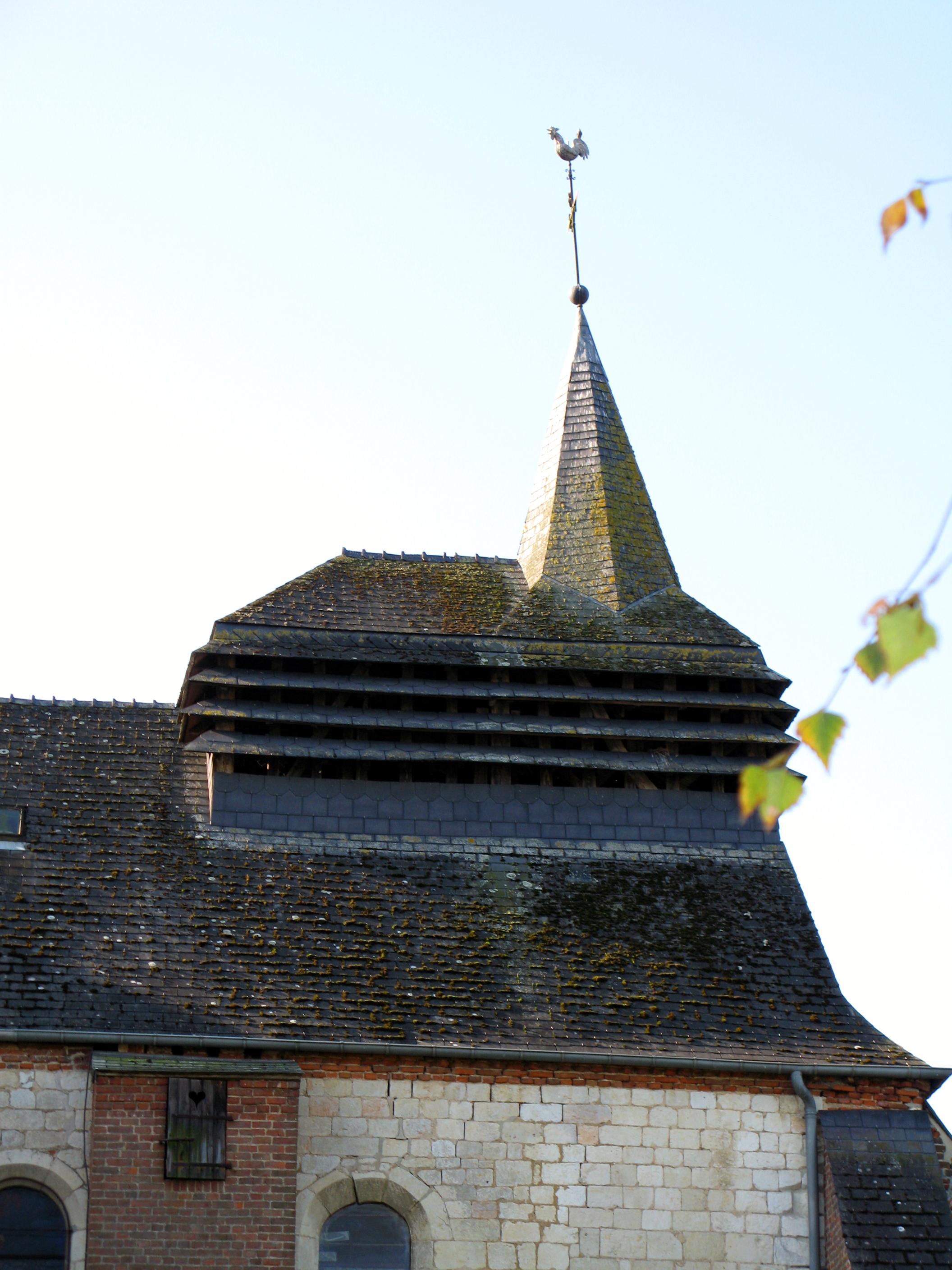
La face Nord du clocher de l'église fortifiée.
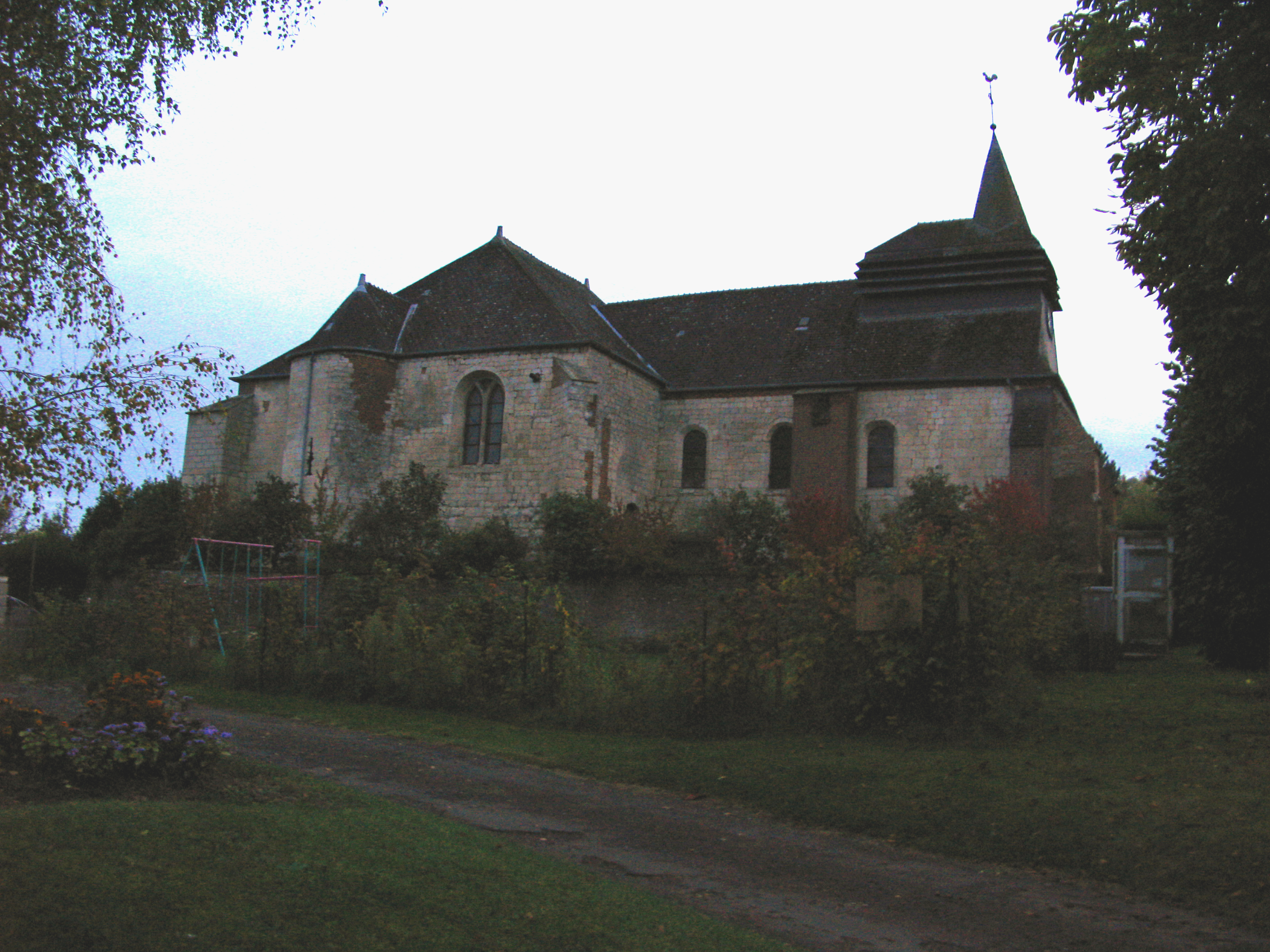
La façade Nord de l'église fortifiée.

## Localisation
L'église est située sur la commune de Montloué, dans le département de l'Aisne.

## Historique
Le droit de patronage de la cure de Saint-Martin de Montloué, appartenait au chapitre de Saint-Laurent de Rozoy, les gros décimateurs étaient le chapitre pour deux tiers à la condition de donner quatre gerbes sur vingt-sept qu'il recevait, au chapelain de la Chapelle Sainte-Marguerite de Montcornet, et le curé de la paroisse pour l'autre tiers.
Église en partie reconstruite en 1757.